# 粉雪 (Remioromen單曲)
《粉雪》，日本樂團Remioromen的第7張單曲（通算第8張）。2005年11月16日發行。是Remioromen的代表作和迄今為止銷量最高的單曲。

## 概要
《粉雪》作為2005年的熱門電視劇《一公升的眼淚》的插入曲，初登場取得Oricon榜單第4位，吸引了多方面的關注；隨後在MUSIC STATION的出色表現更推動其人氣的上升。單曲發行於2005年年底，但是一直熱賣不衰，一舉成為2006年度單曲銷量的亞軍。
此單曲取得日本唱片業協會的三白金認證，鈴聲部分下載方面也突破了200萬。還帶動了同樣是Remioromen延長作為《一公升的眼淚》插入曲的《3月9日》（2004年單曲）的重新紅火。
2009年年末，Remioromen被邀請上第60回NHK紅白歌合戰演唱《粉雪》，收視率達39.7%。

## 收錄曲目
1. 粉雪
  - 作詞、作曲：藤卷亮太
2. No Border
  - 作詞、作曲：藤卷亮太
3. 3/9 with Quartet
  - 作詞、作曲：藤卷亮太